# Социалистический реализм

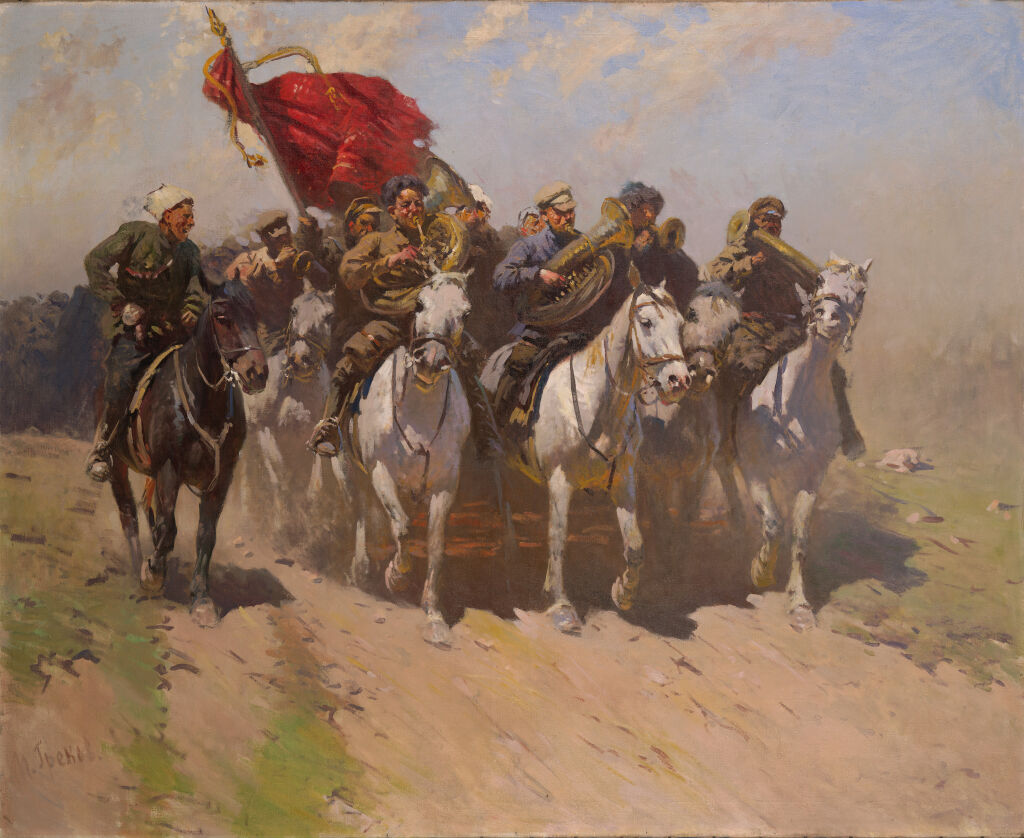
Митрофан Греков. «Трубачи Первой конной Армии», 1934 год

Социалисти́ческий реали́зм (соцреали́зм) — главенствующее художественное направление литературы и искусства в СССР и других социалистических странах, представляющее собой эстетическое выражение социалистически осознанной концепции мира и человека, обусловленной эпохой борьбы за установление и созидание социалистического общества. Изображение жизненных идеалов при социализме обуславливает и содержание, и основные художественно-структурные принципы искусства. Его возникновение и развитие связаны с распространением социалистических идей в разных странах, с развитием революционного рабочего движения.

## История возникновения и развития
Магистерская диссертация Чернышевского «Эстетические отношения искусства и действительности» заложила прочный фундамент для грядущего соцреализма, — отмечает К. А. Кедров.
Первым литератором, заложившим идеологический фундамент соцреализма, был Анатолий Луначарский. Ещё в 1906 году он ввёл в обиход такое понятие как «пролетарский реализм». В 1907 году Луначарский написал статью «Задачи социал-демократического художественного творчества» и другие. В значительной степени он опирался на статью «Партийная организация и партийная литература», которую В. И. Ленин написал в 1905 году, а также деятельность Российской ассоциации пролетарских писателей (РАПП), Ассоциации художников революционной России (АХРР; декларировавшей «героический реализм») и Российской ассоциации пролетарских Художников (РАПХ).
К двадцатым годам применительно к этому понятию Луначарский стал употреблять термин «новый социальный реализм». К концу 1920-х годов соцреализм оформился в противопоставление «диалектико-материалистического творческого метода» пролетарской литературы «механистическому методу» буржуазной литературы.

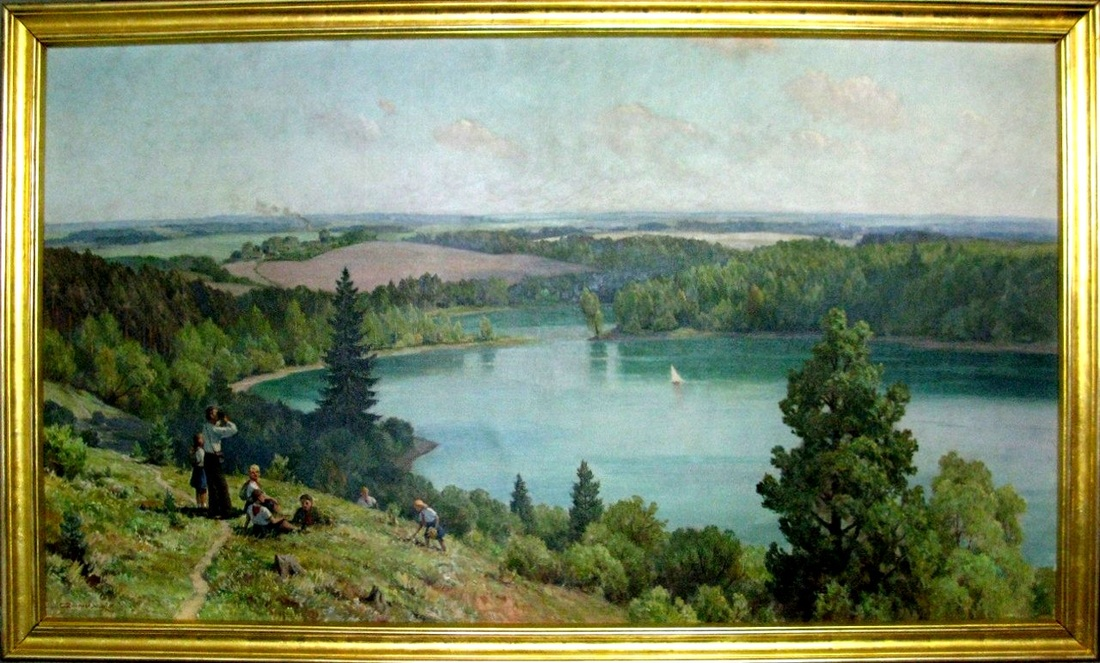
Чеслав Знамеровский, «Зелёные озёра», 250 х 145 см, 1955

Основоположником, а позже одним из корифеев соцреализма, в начале 1930-х годов был объявлен баталист Митрофан Борисович Греков. Его картина «В отряд к Будённому» (1923), на наиболее востребованную в первой половине 1920-х годов тему борьбы в Гражданской войне, считается первым образом соцреализма в живописи. В 1934 году, по инициативе Грекова была создана работающая по сей день Государственная студия военных художников поставившая на поток создание картин военно-патриотической направленности.
В начале тридцатых Луначарский посвятил «динамичному и насквозь активному социалистическому реализму», «термину хорошему, содержательному, могущему интересно раскрываться при правильном анализе», цикл программно-теоретических статей, которые публиковались в «Известиях». К этому времени соцреализм был переосмыслен как противостояние «утверждающего», «социалистического» («пролетарского») реализма и «старого» («буржуазного») критического реализма.
Термин «социалистический реализм» впервые предложен председателем Оргкомитета СП СССР И. М. Гронским в «Литературной газете» 23 мая 1932 года. Он возник в связи с необходимостью направить РАПП и представителей авангардных направлений на художественное развитие советской культуры. Решающим при этом явилось признание роли классических традиций и понимание новых качеств реализма. В 1932—1933 Гронский и заведующий сектором художественной литературы ЦК ВКП(б) В. Я. Кирпотин усиленно пропагандировали этот термин.
На 1-м Всесоюзном съезде советских писателей в 1934 году Максим Горький утверждал:

«Социалистический реализм утверждает бытие как деяние, как творчество, цель которого — непрерывное развитие ценнейших индивидуальных способностей человека ради победы его над силами природы, ради его здоровья и долголетия, ради великого счастья жить на земле, которую он, сообразно непрерывному росту его потребностей, хочет обрабатывать всю, как прекрасное жилище человечества, объединённого в одну семью».

Утверждать этот метод как основной государству потребовалось для лучшего контроля над творческими личностями и лучшей пропаганды своей политики. В предшествующий период, двадцатые годы существовали советские писатели, занимавшие порой агрессивные позиции по отношению ко многим выдающимся писателям. Например, РАПП, организация пролетарских писателей, активно занималась критикой писателей непролетарских. РАПП состоял в основном из начинающих писателей. В период создания современной промышленности (годы индустриализации) Советской власти необходимо было искусство, поднимающее народ на «трудовые подвиги». Довольно пёструю картину являло собой и изобразительное искусство 1920-х. В нём выделилось несколько группировок. Наиболее значительной была группа «Ассоциация художников революции». Они изображали сегодняшний день: быт красноармейцев, рабочих, крестьянства, деятелей революции и труда. Они считали себя наследниками «передвижников». Они шли на фабрики, заводы, в красноармейские казармы, чтобы непосредственно наблюдать жизнь своих персонажей, «зарисовывать» её. Именно они стали основным костяком художников «соцреализма». Намного тяжелее пришлось менее традиционным мастерам, в частности, членам ОСТ (Общество станковистов), в котором объединилась молодёжь, окончившая первый советский художественный вуз.
Горький в торжественной обстановке вернулся из эмиграции и возглавил специально созданный Союз писателей СССР, куда вошли в основном писатели и поэты советской направленности.

## Характеристика

### Определение с точки зрения официальной идеологии
Впервые официальное определение социалистического реализма дано в Уставе Союза Писателей СССР, принятом на Первом съезде СП:
Социалистический реализм, являясь основным методом советской художественной литературы и литературной критики, требует от художника правдивого, исторически-конкретного изображения действительности в её революционном развитии. Причём правдивость и историческая конкретность художественного изображения действительности должны сочетаться с задачей идейной переделки и воспитания в духе социализма.
Это определение и стало исходным пунктом для всех дальнейших интерпретаций вплоть до 1980-х годов.
«Социалистический реализм является глубоко жизненным, научным и самым передовым художественным методом, развившимся в результате успехов социалистического строительства и воспитания советских людей в духе коммунизма. Принципы социалистического реализма …явились дальнейшим развитием ленинского учения о партийности литературы.» (Большая советская энциклопедия, 1947)
Из поздних воспоминаний Цеткин, опубликованных в 1932-м году, Ленин якобы следующим образом формулировал мысль о том, что «искусство принадлежит народу и должно быть понятно массам»:

«Искусство принадлежит народу. Оно должно уходить своими глубочайшими корнями в самую толщу широких трудящихся масс. Оно должно быть понятно этим массам и любимо ими. Оно должно объединять чувство, мысль и волю этих масс, подымать их».

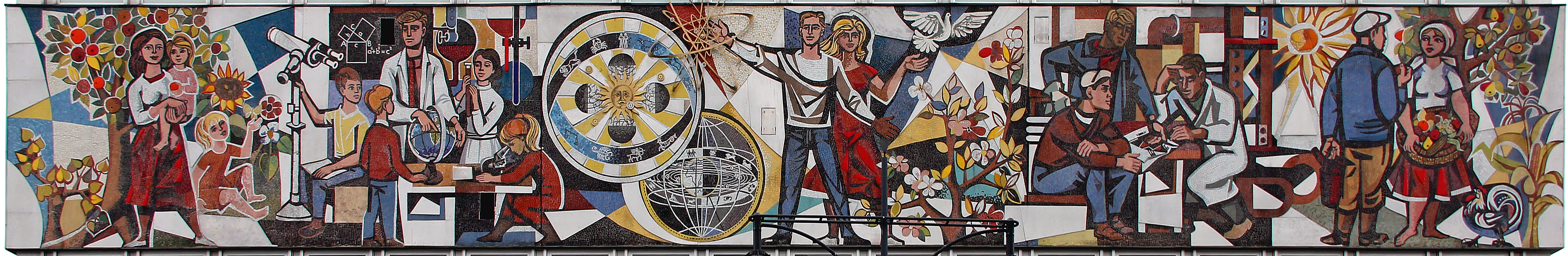
Мозаика «Наша жизнь» (1964) Вальтера Вомаки в районе Митте (Берлин)

### Принципы соцреализма
- Народность. Под этим подразумевалась как понятность литературы для простого народа, так и использование народных речевых оборотов и пословиц[10].

Портрет В. И. Ленина, 1949, Чеслав Знамеровский

- Портрет В. И. Ленина, 1949, Чеслав ЗнамеровскийИдейность. Показать мирный быт народа, поиск путей к новой, лучшей жизни, героические поступки с целью достижения счастливой жизни для всех людей.

- Конкретность. В изображении действительности показать процесс исторического развития, который в свою очередь должен соответствовать материалистическому пониманию истории (в процессе изменения условий своего бытия люди меняют и своё сознание, отношение к окружающей действительности).

Как гласило определение из советского учебника, метод подразумевал использование наследия мирового реалистического искусства, но не как простое подражание великим образцам, а с творческим подходом. «Метод социалистического реализма предопределяет глубокую связь произведений искусства с современной действительностью, активное участие искусства в социалистическом строительстве. Задачи метода социалистического реализма требуют от каждого художника истинного понимания смысла совершающихся в стране событий, умения оценивать явления общественной жизни в их развитии, в сложном диалектическом взаимодействии».
Метод включал в себя единство реализма и советской романтики, сочетая героическое и романтическое с «реалистическим утверждением подлинной правды окружающей действительности». Утверждалось, что таким образом гуманизм «критического реализма» дополнялся «социалистическим гуманизмом».
Государство давало заказы, посылало в творческие командировки, организовывало выставки — таким образом, стимулируя развитие необходимого ему пласта искусства. Идея «социального заказа» является частью соцреализма.

## Произведения искусства

### Живопись и графика
В работах художников соцреализма практически не бывает метафор или абстракций. Художник Александр Дейнека — яркий пример художника данного течения, изображавшего живые и патриотические сцены Второй мировой войны, колхозов и спорта. Ю. И. Пименов, Б. В. Иогансон и Гелий Коржев также являются мастерами реализма XX века.

#### Представители

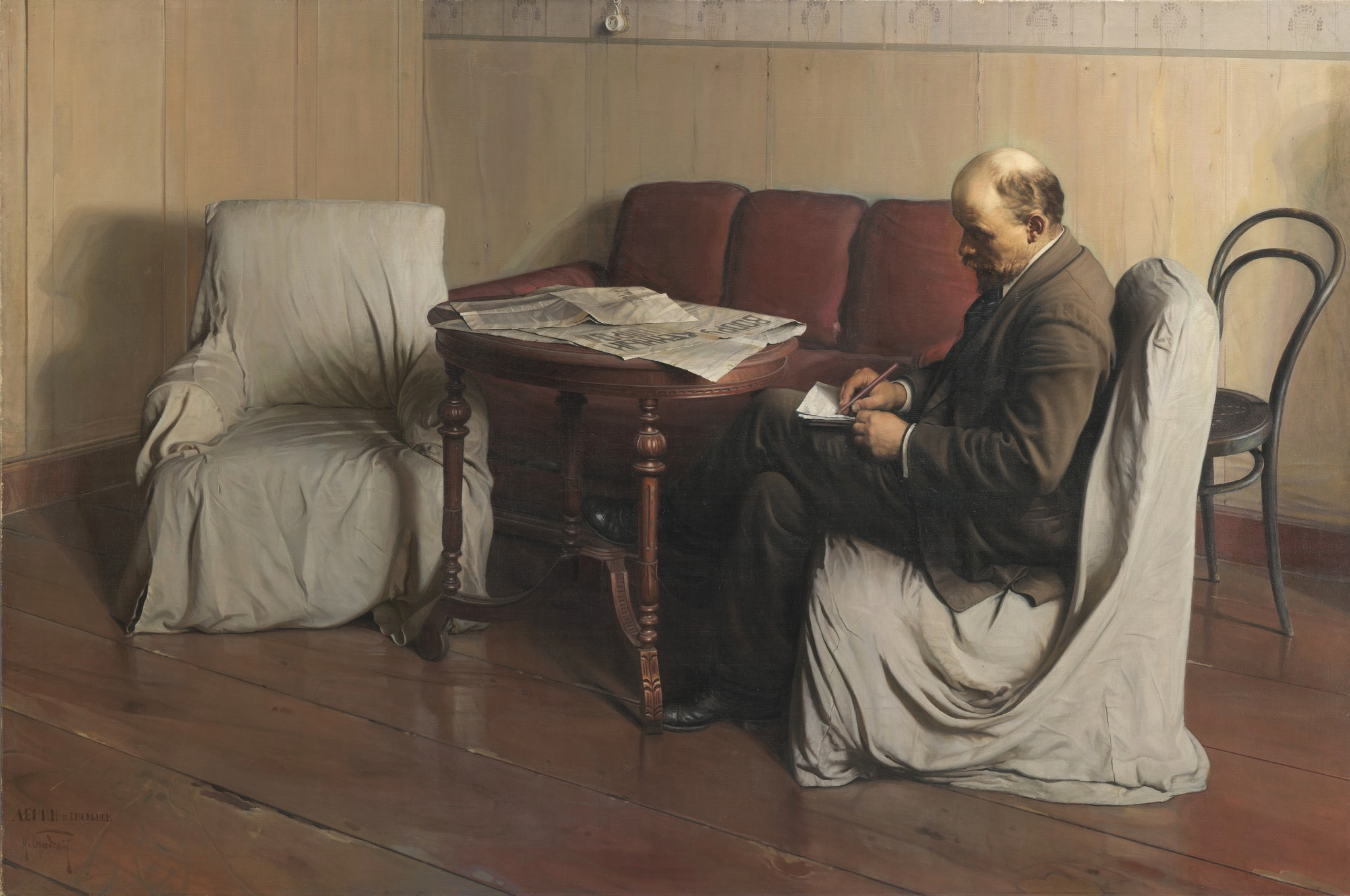
«Ленин в Смольном» (1930) И. Бродского

- Антипова, Евгения Петровна
- Бродский, Исаак Израилевич
- Бучкин, Пётр Дмитриевич
- Васильев, Пётр Константинович
- Владимирский, Борис Еремеевич
- Герасимов, Александр Михайлович
- Герасимов, Сергей Васильевич
- Горелов, Гавриил Никитич
- Дейнека, Александр Александрович
- Кончаловский, Пётр Петрович
- Маевский, Дмитрий Иванович
- Максименко, Тарас Никитович
- Налбандян, Дмитрий Аркадьевич
- Овчинников, Владимир Иванович
- Осипов, Сергей Иванович
- Позднеев, Николай Матвеевич
- Репин, Николай Никитович
- Ромас, Яков Дорофеевич
- Русов, Лев Александрович
- Самохвалов, Александр Николаевич
- Семёнов, Арсений Никифорович
- Тимков, Николай Ефимович
- Фаворский, Владимир Андреевич
- Френц, Рудольф Рудольфович
- Хмелько, Михаил Иванович
- Шахрай, Серафима Васильевна
- Щербаков, Борис Валентинович

### Скульптура

#### Представители
- Вучетич, Евгений Викторович
- Конёнков, Сергей Тимофеевич[13]
- Мухина, Вера Игнатьевна
- Томский, Николай Васильевич

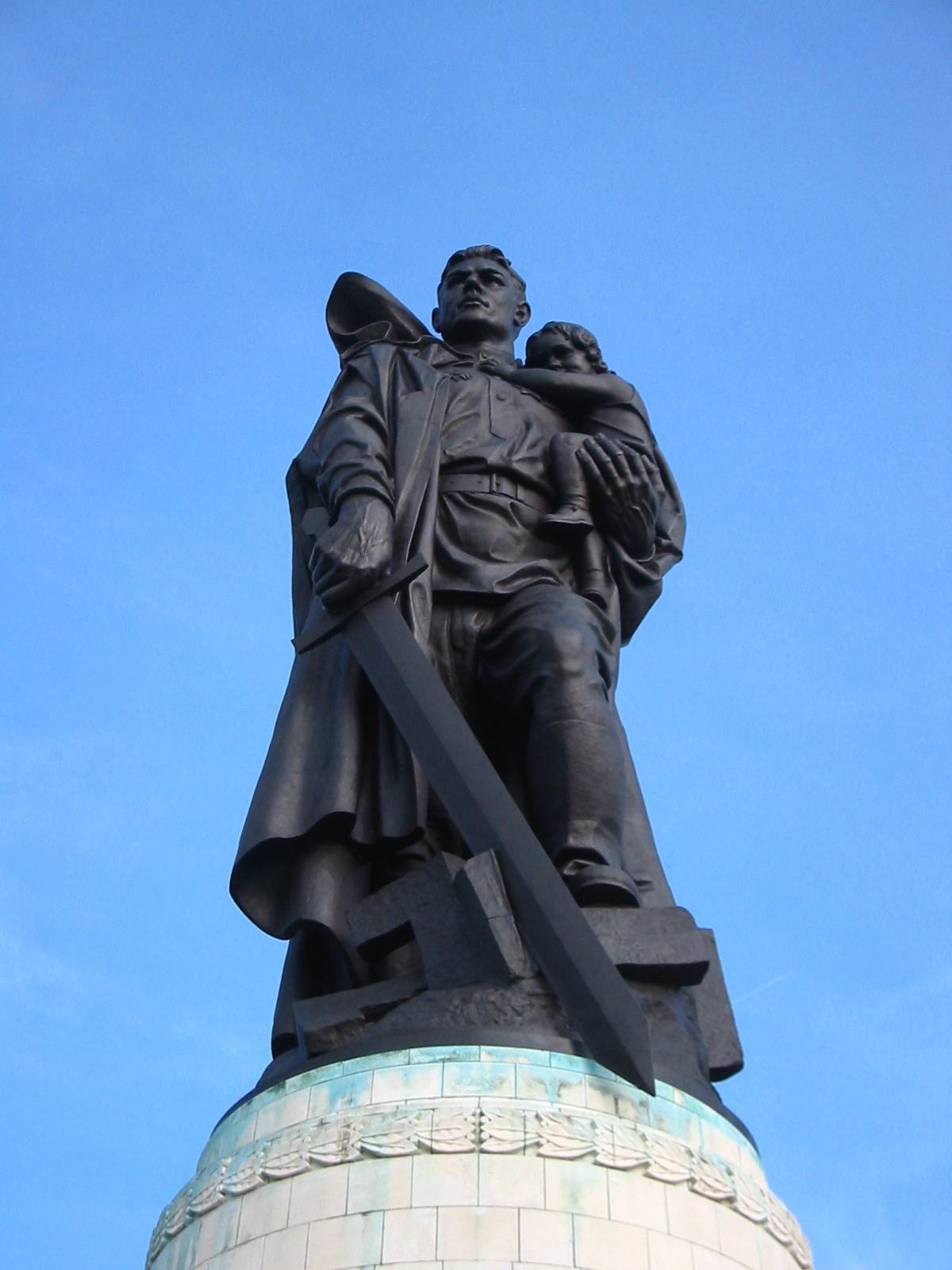
Памятник советскому солдату в Трептов-парке (Берлин)
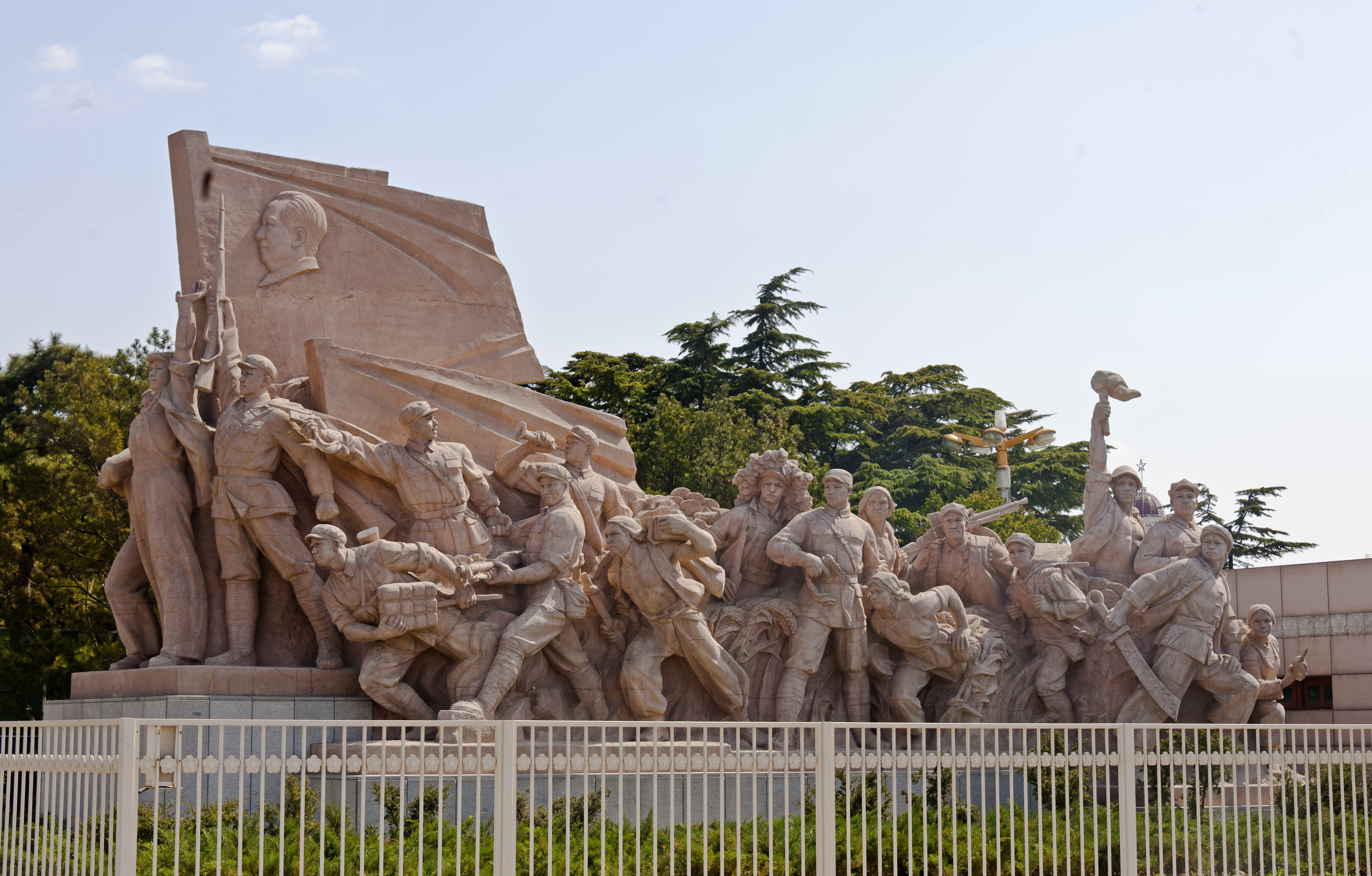
Скульптура у Мавзолея Мао Цзедуна, Пекин (Китай)
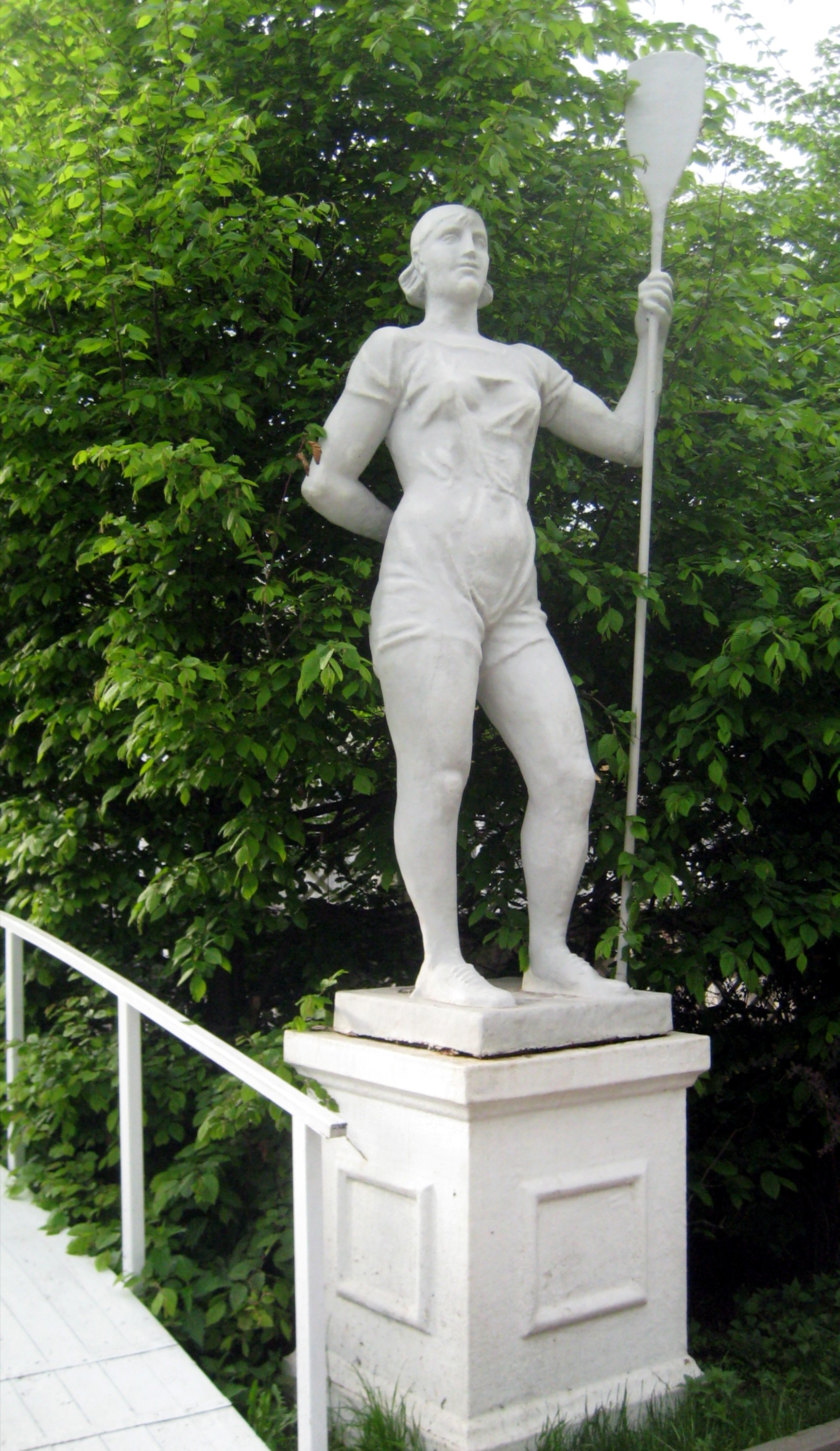
Девушка с веслом. Парк Горького, 2009 год

### Музыка
С подъёмом рабочего движения также развивалась и «революционная песня», исполняемая на демонстрациях и мероприятиях. Наиболее известными являются «Интернационал» и «Варшавянка». Революционные и народные песни оказали влияние на развитие патриотической и массовой музыки в СССР, которая в свою очередь повлияла на оперу и кинематограф. Среди них — «Песня о Родине» («Широка страна моя родная…») И. О. Дунаевского для фильма «Цирк», «Марш Энтузиастов» (к ф Светлый путь, И.Дунаевского), «Катюша» М. И. Блантера, «Гимн демократической молодёжи мира» А. Г. Новикова, «Священная война» («Вставай, страна огромная!») А. В. Александрова.
Ярким представителем в ГДР был композитор Ханс Эйслер, написавший множество песен, маршей и баллад.
1 июня 2021 года группой Till Lindemann был выпущен сингл «Ich hasse Kinder» и клип на него. Клип был приурочен ко дню защиты детей.

### Литература

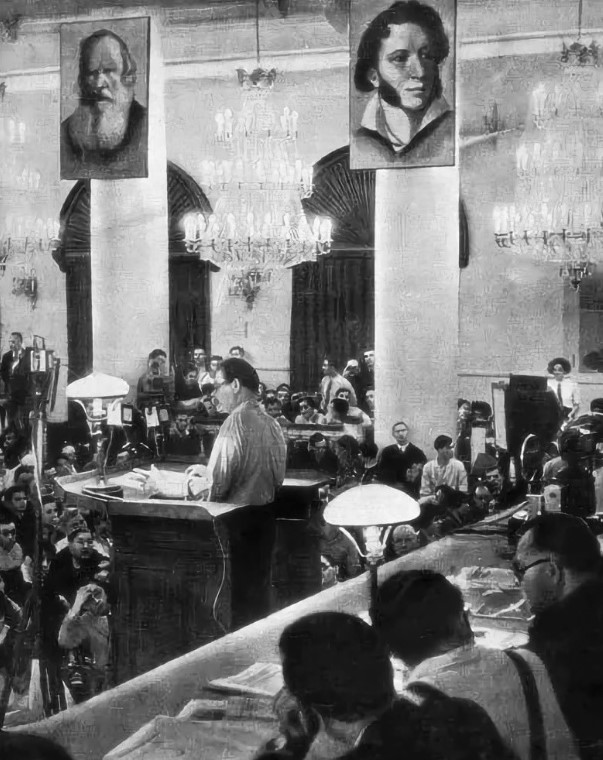
Доклад М. Горького на Первом Всесоюзном съезде советских писателей в 1934 году

#### Представители
- Ажаев, Василий Николаевич
- Бородин, Сергей Петрович
- Вишневский, Всеволод Витальевич
- Гладков, Фёдор Васильевич
- Горький, Максим (оспаривается)[15][16]
- Друнина, Юлия Владимировна
- Зегерс, Анна[17]
- Корнейчук, Александр Евдокимович
- Кочетов, Всеволод Анисимович
- Лацис, Вилис Тенисович
- Малышкин, Александр Георгиевич
- Маяковский, Владимир Владимирович
- Миямото, Юрико
- Николаева, Галина Евгеньевна
- Носов, Николай Николаевич
- Островский, Николай Алексеевич
- Панфёров, Фёдор Иванович
- Пуйманова, Мария
- Сартаков, Сергей Венедиктович
- Серафимович, Александр Серафимович
- Симонов, Константин Михайлович
- Солодарь, Цезарь Самойлович
- Твардовский, Александр Трифонович
- Толстой, Алексей Николаевич
- Фадеев, Александр Александрович
- Федин, Константин Александрович
- Фурманов, Дмитрий Андреевич
- Шагинян, Мариэтта Сергеевна
- Шолохов, Михаил Александрович
- Эрилик Эристиин

## Критика
Андрей Синявский в своём эссе «Что такое социалистический реализм», проанализировав идеологию и историю развития социалистического реализма, а также черты его типичных произведений в литературе, сделал вывод, что этот стиль на самом деле не имеет отношения к «настоящему» реализму, а является советским вариантом классицизма с примесями романтизма. Также в этой работе он полагал, что из-за ошибочной ориентации советских деятелей искусства на реалистические произведения XIX века (в особенности на критический реализм), глубоко чуждые классицистической природе соцреализма, — и, по его мнению, из-за недопустимого и курьёзного синтеза классицизма и реализма в одном произведении — создание выдающихся произведений искусства в этом стиле немыслимо.
Лев Троцкий в письме в редакцию американского журнала «Партизан Ревью» в 1939 году писал:
«Стиль нынешней советской официальной живописи именуется „социалистическим реализмом“. Самоё имя, очевидно, дано каким-либо начальником отдела искусств. Реализм состоит в подражании провинциальным дагерротипам третьей четверти прошлого столетия; „социалистический“ характер выражается, очевидно, в том, что, приёмами натянутых фотографий, воспроизводятся события, никогда не имевшие места. Нельзя без физического отвращения, смешанного с ужасом, читать стихи и повести или глядеть на снимки советских картин и скульптур, в которых чиновники, вооружённые пером, кистью или резцом, под надзором чиновников, вооружённых маузерами, прославляют „великих“ и „гениальных“ вождей, лишённых на самом деле искры гениальности или величия. Искусство сталинской эпохи останется наиболее наглядным выражением глубочайшего упадка пролетарской революции».